# Richard Henry Dana den äldre
Richard Henry Dana, född 15 november 1787 i Cambridge, Massachusetts, död 2 februari 1879, var en amerikansk poet och kritiker. Han var son till Francis Dana och far till Richard Henry Dana den yngre.
Efter några år som praktiserande jurist och politiker vände sig Dana helt till litteraturen. På hans initiativ startades North American Review, som under hans och Edward Tyrrel Channings ledning blev en av USA:s främsta litterära tidskrifter. Dana uppträdde även som diktare med naturbeskrivande och filosofiskt-religiösa poem, bland annat med Poems and Prose Writings (1833, ny upplaga i 2 band, 1850).